# Sportverein Spittal an der Drau
Lo Sportverein Spittal an der Drau, comunemente chiamato SV Spittal o con la sigla SVS, è una società calcistica con sede a Spittal an der Drau, nel land della Carinzia, in Austria.
È nato nel 1921 e oggi milita nella Kärntner Liga, la quarta divisione del campionato austriaco di calcio.

## Storia
La prima partita ufficiale del club si tenne il 27 maggio 1921. Nel 1949 approdò per la prima volta nella Tauernliga, allora terza serie nazionale, ma nel 1960 retrocesse in Kärntner Liga, dove rimase per 20 anni prima di ottenere la promozione in 2. Division.
Dal 1982 al 1999 il club inanella 17 stagioni consecutive tra i professionisti, impreziosite da una storica semifinale di ÖFB-Cup nel 1990, prima di retrocedere in Regionalliga dopo uno sfortunato spareggio contro l'Untersiebenbrunn.
Nel 2008-2009 lo Spittal continua la sua discesa, retrocedendo per la prima volta da 29 anni a questa parte nelle leghe regionali.

## Stadio
Il club gioca nel Goldeckstadion, impianto da 6.500 posti circa. L'impianto è stato inaugurato nel 2007, con un'amichevole contro i Red Bull Juniors.
È considerato un piccolo gioiello d'arte moderna.

## Palmarès

### Competizioni nazionali
- Campionato di Erste Liga: 1

1983-1984

### Competizioni regionali
- Campionato della Carinzia: 3

1979-1980, 1980-1981, 1981-1982

### Altri piazzamenti
- Coppa d'Austria:

Semifinalista: 1989-1990